# Interfraktioneller Ausschuss
Der Interfraktionelle Ausschuss (IFA) war in der Endphase des Ersten Weltkrieges ein Koordinationsgremium der Mehrheitsfraktionen im Reichstag des Deutschen Kaiserreiches.

## Bedeutung
Der Interfraktionelle Ausschuss wurde am 6. Juli 1917 gegründet und bildete den Auftakt zur Parlamentarisierung des Deutschen Kaiserreiches. Das inoffizielle Gremium koordinierte die Arbeit der Reichstagsfraktionen der Sozialdemokratischen Partei (SPD), Fortschrittlichen Volkspartei (FVP) und der Zentrumspartei. Diese Parteien bildeten seit der Reichstagswahl von 1912 die Mehrheit im Reichstag. Bis Januar 1918 beteiligten sich auch Abgeordnete der Nationalliberalen Partei an den Beratungen im Interfraktionellen Ausschuss.
Der unmittelbare Gründungsanlass war die Reichstagsdebatte über die Abfassung einer Friedensresolution, die der Abgeordnete Matthias Erzberger mit seiner bedeutenden Rede während der Sitzung des Hauptausschusses des Reichstages am Vormittag des 6. Juli 1917 angestoßen hatte. Man wollte darüber beraten, ob es einen Frieden mit oder ohne Annexionen, also einen Siegfrieden oder einen Verständigungsfrieden geben solle. Der Interfraktionelle Ausschuss sollte dabei die politisch-programmatischen Gemeinsamkeiten der vier Parteien ausloten.
Der IFA tagte häufiger als der Reichstag und konnte daher schneller auf die aktuellen Probleme in der Politik reagieren. Bei den mehrfachen Regierungsneubildungen in der Endphase des Ersten Weltkrieges hatte der IFA darüber hinaus die Funktion eines Koalitionsausschusses der in ihm vereinigten Parteien. Er stellte quasi gemeinsame Regierungsminimalprogramme auf, die dann von den neuen Reichskanzlern angenommen werden mussten, wenn sie nicht Gefahr laufen wollten, die Reichstagsmehrheit gegen sich zu haben. Allerdings gelang es dem IFA nicht, entscheidenden Einfluss auf die personelle Zusammensetzung der Regierungen Michaelis und Hertling auszuüben.
Der IFA hatte vor allem einen psychologischen Effekt auf seine Mitglieder, die führenden Personen der Mehrheitsparteien. Zu ihnen zählten neben Erzberger (Zentrum) und Friedrich von Payer (FVP) auch dessen Parteigenosse Conrad Haußmann sowie von der SPD Friedrich Ebert und Philipp Scheidemann. Die enge Zusammenarbeit und das häufige Ausbalancieren von parlamentarischen Kompromissen wirkte vertrauensbildend und beschleunigte so den Verständigungs- und Konsensbildungsprozess, der im Reichstag erheblich länger gedauert hätte.
Konkrete Erfolge bei der Umsetzung wichtiger Programmpunkte, dazu zählten neben der Friedensresolution zum Beispiel die Reform des preußischen Dreiklassenwahlrechts und des militärischen Belagerungszustandes, konnte der IFA dagegen bis zum September 1918 kaum verzeichnen. Bezeichnend hierfür ist das selbstkritische Fazit Conrad Haußmanns: „Das letzte Jahr ist nicht ausgenutzt, sondern politisch vertrödelt worden.“
Dennoch markiert die Institutionalisierung einer Parlamentsmehrheit nach Udo Bermbach den Beginn einer Parlamentarisierung in einem konstitutionellen Regierungssystem. Die am IFA beteiligten Parteien bildeten während der Weimarer Republik die Weimarer Koalition.